# Margaret Bonds
Margaret Allison Bonds (Chicago, 3 marzo 1913 – Los Angeles, 26 aprile 1972) è stata una pianista, compositrice e arrangiatrice statunitense.
Pioniera tra le compositrici nere ad ottenere fama negli Stati Uniti, è tuttora ricordata soprattutto per i suoi arrangiamenti di spirituals afro-americani e per le sue collaborazioni con il poeta Langston Hughes.

## Biografia

### Infanzia e studi
Margaret Jeanette Allison Majors nacque il 3 marzo 1913 a Chicago, in Illinois. Il padre, Monroe Alpheus Majors, attivista nel movimento per i diritti civili, era medico e scrittore. Aveva fondato un'associazione medica per i professionisti a cui veniva negata, per motivi razziali, l'appartenenza alla American Medical Association. Come scrittore, Majors è ricordato per il suo libro Noted Negro Women: Their Triumphs and Activities (1893), e per il suo lavoro di editore presso diversi giornali afro-americani. La madre, Estelle C. Bonds, era una musicista, insegnante di pianoforte, direttrice di coro e organista della chiesa locale e membro della National Association of Negro Musicians.
Nel 1917 i genitori di Margaret, che allora aveva 4 anni, divorziarono. Cresciuta in casa della madre, che le diede anche il proprio cognome, Bonds venne a contatto con molti dei principali scrittori, artisti e musicisti neri dell'epoca, fra cui i soprani Abbie Mitchell e Lillian Evanti e i compositori Florence Price e Will Marion Cook, che avrebbero successivamente avuto molta influenza sui suoi studi musicali e sulla carriera artistica. Fu sempre la madre a darle le prime lezioni di pianoforte; all'età di cinque anni Margaret, dimostrando un precoce talento per la composizione, scrisse il suo primo lavoro dal titolo Marquette Street Blues.
Durante il liceo Bonds studiò pianoforte e composizione con Florence Price e William Dawson. Nel 1929, a soli 16 anni, iniziò gli studi presso la Northwestern University, dove conseguì sia il Bachelor of Music (1933), sia il Master of Music (1934) in pianoforte e composizione. Bonds era una dei pochi studenti neri della Northwestern University e l'ambiente era particolarmente ostile e razzista. Nonostante le fosse permesso di studiare, non poteva risiedere nel campus. Margaret, in un'intervista con James Hatch, ricordò come in quella situazione di discriminazione trasse conforto dalla scoperta di una poesia di Langston Hughes:
(Margaret Blonds)
Nel 1932 la sua composizione Sea Ghost vinse il prestigioso Wanamaker Foundation Prize, portandola all'attenzione del pubblico. Il 15 giugno 1933, non ancora ventenne, suonò con la Chicago Symphony Orchestra al Century of Progress Exposition di Chicago, prima afroamericana ad esibirsi come solista; la serata, intitolata The Negro in Music, comprendeva opere di Harry Burleigh, Roland Hayes, Samuel Coleridge-Taylor, John Alden Carpenter, e la prima mondiale del Concerto per pianoforte della sua insegnante e amica compositrice afroamericana Florence Prize.
A Chicago, oltre a dedicarsi alla musica classica, approfondì il suo interesse per la musica popolare e intraprese la scrittura di canzoni, alcune delle quali affrontavano questioni sociali legate ai diritti civili. Nel 1936 Bonds fondò la Allied Arts Academy, un'istituzione per bambini afroamericani, dove insegnò arte, musica e danza. Lo stesso anno un suo arrangiamento di Peach Tree Street, che attingeva alle tendenze della cultura popolare, fu inserito nel film Gone With the Wind (Via col vento).

### New York (1939-1967)
Nel 1939 si trasferì a New York, iniziò a lavorare come redattrice nella casa editrice musicale di Clarence Williams, ottenendo l'ingresso nella scena della musica popolare di New York. Approfondì i suoi studi frequentando la prestigiosa Juilliard School of Music e studiò composizione con Roy Harris, Robert Starer, Emerson Harper, e pianoforte con Djane Lavoy-Herz. Studiò inoltre con Walter Gossett e seguì le lezioni di Nadia Boulanger che, dopo aver visto i suoi lavori, le disse che non aveva bisogno di proseguire i suoi studi e si rifiutò di darle altre lezioni. La composizione che aveva ascoltato era The Negro Speaks of Rivers, un lavoro per voce e pianoforte su testo di Langston Hughes, quella stessa poesia che tanto conforto le aveva portato durante gli anni alla Northwestern University.
Nel 1940 Margaret Bonds sposò Lawrence Richardson (1911-1990), ufficiale di sorveglianza, e qualche anno dopo la coppia ebbe una figlia, Djane Richardson (1946-2011).
Negli anni quaranta, come compositrice, solista e pianista fece parte di un gruppo musicale formato da Frances Kraft, Calvin Jackson e Gerald Cook 1945-1948 che si esibiva nei nightclub di New York e nella stazione radio WNYC, includendo nel proprio repertorio canzoni popolari e classiche.
Dal 1947 al 1953 si esibì in concerti in città del sud tradizionalmente abitate da afroamericani, come St. Louis, Cleveland, Toledo e Chicago. Il 7 febbraio 1952 fece il suo debutto allaTown Hall.
Nel 1956 fondò la Margaret Bonds Chamber Society, un gruppo di musicisti afroamericani che eseguivano principalmente musica di compositori afroamericani. Bonds viveva nel quartiere di Harlem, dove avviò diversi progetti musicali.

### Los Angeles (1967-1972)
Nel 1967, dopo la morte dell'amico Langston Hughes, Bonds si trasferì a Los Angeles, dove assunse la direzione musicale del Los Angeles Inner City Cultural Center and Repertory, insegnando e componendo musica per i bambini del posto.
Morì il 26 aprile 1972 all'età di 59 anni..

## Collaborazione con Langston Hughes
Nel 1936 Bonds conobbe il poeta e scrittore afro-americano Langston Hughes (1901-1967), con cui strinse una duratura collaborazione e amicizia, che divenne cruciale nella promozione dell'eccellenza afroamericana nelle arti. Nel 1941 Bonds compose un pezzo per voce e pianoforte mettendo in musica una delle sue poesie più famose, The Negro Speaks of Rivers e portò a termine diversi progetti di adattamento teatrale di numerosi testi dell'amico e di altri poeti, come W.E.B. Du Bois e Robert Frost.
Bonds e Hughes lavorarono insieme sulla musica che celebrava la cultura, le tradizioni e i valori afroamericani e i diritti civili: la Ballad of the Brown King, dedicata a Martin Luther King Jr, fu uno dei brani più eseguiti dal duo. Altre collaborazioni includono Songs of the Seasons e Three Dream Portraits; nel 1952 con il baritono Daniel Andrews, Bonds e Hughes collaborarono a un progetto, An Evening of Music and Poetry in Negro Life, esibendosi alla Community Church.
Nel 1959 Bonds mise in musica Shakespeare in Harlem su libretto di Hughes, che debuttò nel febbraio 1960. Un'altra composizione su testo di Langston Hughes venne per la prima volta eseguito nel febbraio 2018 a Washington, dal Georgetown University Concert Choir diretto da Frederick Binkholder. Intitolata Simon Bore the Cross, la musica per pianoforte e voce è basata sullo spiritual He Never Said a Mumblin' Word.
Nel 1967, quando Langston Hughes morì, Bonds si ritirò e si trasferì a Los Angeles. dove rimase fino alla fine della sua vita.

## Carriera artistica
Tra le opere di Bonds degli anni cinquanta del Novecento si ricorda The Ballad of the Brown King, una grande opera eseguita per la prima volta nel dicembre 1954 a New York. Racconta la storia dei Re Magi, concentrandosi principalmente su Baldassarre, il cosiddetto "re nero". Originariamente solo per voce e pianoforte, fu successivamente riscritta per coro, solisti e orchestra, e fu trasmessa in televisione dalla CBS nel 1960.Grande lavoro in nove movimenti, il brano combina vari stili della tradizione musicale nera, quali jazz, blues, calypso e spiritual. Bonds stava scrivendo altre opere durante questo periodo della sua carriera: Three Dream Portraits per voce e pianoforte, ancora una volta su poesia di Hughes, fu pubblicato nel 1959. La Messa in re minore per coro e organo fu eseguita per la prima volta nello stesso anno.
Dalle composizioni vocali, Bonds approdò presto al teatro, come direttrice musicale in numerose produzioni e come autrice di due balletti. Nel 1964 compose Montgomery Variations per orchestra, una suite di sette variazioni sullo spiritual I want Jesus to walk with me. Bonds scrisse che questo lavoro era centrato sulla decisione dei Neri del Sud di condannare e rifiutare le politiche segregazioniste di Jim Crow, con riferimento al boicottaggio dei bus a Montgomery e all'attentato del 1963 alla Chiesa battista della 16ª strada a Birmingham. Bonds firmò questo lavoro, nel 1964, con Ned Rorem, un caro amico ed ex-studente. In seguitò lo dedicò a Martin Luther King. Due anni dopo si trasferì a Los Angeles, dove insegnò all'Inner City Institute a all'Inner City Cultural Center. Nel 1972 Zubin Mehta e la Los Angeles Philharmonic Orchestra eseguirono il suo Credo per coro e orchestra.
Bonds si impegnò molto per promuovere la musica degli artisti neri. Le sue stesse composizioni e i testi poetici utilizzati riportano spesso alle questioni razziali del suo tempo, unendo l'attivismo paterno per i diritti civili con la passione per la musica trasmessale dalla madre. Molti dei più noti arrangiamenti di antichi spirituals afro-americani (He's Got the Whole World In His Hands) furono realizzati da lei.
Negli anni '60 Leontyne Price commissionò e incise alcuni arrangiamenti di spiritual prodotti dalla compositrice statunitense. Altri brani, perlopiù art songs o pezzi per pianoforte solo, sono stati registrati e pubblicati da varie etichette discografiche. Nel 2019 l'etichetta Avie ha pubblicato la prima incisione di the The Ballad of the Brown King eseguita da The Dessoff Choirs e Orchestra.

## Opere
- Sea Ghost, pianoforte e voce (1932)
- Don't You Want to Be Free, musica per teatro (1938), Testo di Langston Hughes
- Wings over Broadway, orchestra (1940)
- Tropics After Dark, musica per teatro (1940)
- The Negro Speaks of Rivers, pianoforte e voce (1942)
- Troubled Water, pianoforte
- The Ballad of the Brown King, coro, solisti e orchestra (1954)
- Songs of the Seasons, pianoforte e voce (1955)
- Three Dream Portraits, pianoforte e voce (1959)
- Mass in D-Minor, coro e organo (1959)
- Shakespeare in Harlem, musica per teatro (1959), Testo di Langston Hughes
- U.S.A., musica per teatro, Testo di John Dos Passos
- Joshua Fit De Battle of Jericho, voce e orchestra (1959)
- Ballad of the Brown King, coro e orchestra (1960)
- Fields of Wonder, voci maschili (1963)
- Montgomery Variations, orchestra (1964)
- Credo, solo Bar, coro e orchestra (1965)

### Musiche teatrali
- Shakespeare in Harlem (1959), Testo di Langston Hughes[15]
- Romey and Julie, Testo di R. Dunmore[15]
- U.S.A.,  Testo di R. Dunmore[15]
- The Migration, balletto[15]
- Wings over Broadway, balletto[15]

### Pezzi per voce solista
- Be a little savage with me, Testo di Langston Hughes
- Chocolate Carmencita, Testo di Langston Hughes
- Cowboy from South Parkway, Testo di Langston Hughes
- Didn't it rain!, Spiritual
- Empty Interlude, Testo di Roger Chaney and Andy Razaf
- Ezekiel saw de wheel
- Five Creek-Freedmen spirituals (1946)[32][33]

1. "Dry Bones"[32]
2. "Sit down servant"
3. "Lord, I just can't keep from crying"[32]
4. "You can tell the world"
5. "I'll reach to heaven"

- Georgia (1939), in collaborazione con A. Razaf e J. Davis[15]
- Go tell it on the mountain
- He's got the whole world in His hands
- Hold on
- I got a home in that rock
- I shall pass through the world
- I'll make you savvy
- Joshua fit da battle of Jericho, Spiritual
- Just a no good man, Testo di Langston Hughes
- Let's make a dream come true
- Lonely little maiden by the sea, Testo di Langston Hughes
- Market day in Martinique, Testo di Langston Hughes
- Mary had a little baby
- The Negro speaks of rivers (1942), Testo di Langston Hughes[32][33]
- No good man
- Peachtree street
- Pretty flower of the tropics, Testo di Langston Hughes e Arna Bontemps
- Rainbow gold, Testo di Roger Cheney
- Sing ahoc Spiritual
- Six Songs, su poesie di Edna St. Vincent Millay

1. "Women Have Loved Before as I Love Now"
2. "Hyacinth"
3. "Even in the Moment"
4. "Feast"
5. "I Know My Mind"
6. "What Lips My Lips Have Kissed"

- Songs of the Seasons, Testo di Langston Hughes

1. "Poem d'automne"
2. "Winter-moon"
3. "Young love in spring"
4. "Summer storm"

- Spring will be so sad when she comes this year (1940), in collaborazione con H. Dickinson[15]
- Sweet nothings in Spanish, Testo di Langston Hughes e Arna Bontemps
- Three Sacred Songs

1. "No Man Has Seen His Face"
2. "Touch the Hem of His Garment"
3. "Faith in Thee"

- Tain't no need, Testo di Roger Cheney
- Three dream portraits (1959)
- To a brown girl dead, Testo di Countee Cullen
- The way we dance in Chicago/Harlem, Testo di Langston Hughes
- When the dove enters in, Testo di Langston Hughes[34]
- When the sun goes down in rhumba land, Testo di Langston Hughes and Arna Bontemps
- The Pasture (1959), Testo di R. Frost[15]
- Stopping by the Woods on a Snowy Evening (1963), Testo di R. Frost[15]

### Pezzi per pianoforte
- Lillian M. Bowles: For the piano
- Troubled water(1967)[32][35]
- Two Piano Pieces

1. "Tangamerican"
2. "Fugal Dance

- Spiritual Suite

### Pezzi per coro
- Ballad of the brown king (SATB, tenore solo), Testo di Langston Hughes
- Children's sleep (SATB), Testo di Vernon Glasser
- Credo (soprano solo, baritono solo, SATB, pianoforte) (1966, 1967), Testo di W.E.B. Du Bois<ed. John Michael Cooper (Bryn Mawr, Pennsylvania: Hildegard Publishing Company, 2020)
- Touch the Hem of His Garment (solo soprano, SATB coro, pianoforte) (1968). Testo di Janice Lovoos.[36] (see also under 'Pieces for Solo Voice)
- No Man Has Seen His Face (S o T solo, SATB coro, pianoforte) (1968). Testo di Janice Lovoos.[37] (see also under 'Pieces for Solo Voice)
- Ezek'el saw de wheel
- Go tell it on the mountain
- Hold on
- I shall pass through this world (a cappella)
- Mary had a little baby (SSAA)
- The Negro speaks of rivers, Testo di Langston Hughes
- You can tell the world (SSA)
- You can tell the world (TTBB)
- Fields of Wonder, song cycle, male chorus, Testo di Langston Hughes[15]
- Mass in D minor (only Kyrie is extant)[15]
- This Little light of mine, spiritual, per soprano, coro e orchestra[15]
- Touch the Hem of His Garment (Lovoos), per soprano, coro e pianoforte
- Standin' in the need of prayer, spiritual, per soprano e coro
- I wish I knew how it would feel to be free, spiritual, per soprano, coro e orchestra[15]
- Sinner, please don't let this harvest pass, spiritual, per soprano, coro e orchestra[15]

L'elenco include opere raccolte in una monografia pubblicata dal Center for Black Music Research at Columbia College Chicago.